# Pryvillja
Pryvillja (Ucraino: Привілля; in russo Приволье?, Privol'e) è un centro abitato dell'Ucraina, situato nell'oblast' di Luhans'k. Dal luglio 2022 è de facto parte della Repubblica Popolare di Lugansk.